# Litteraturtoget
Litteraturtoget (deutsch der Literaturzug) ist eine Einrichtung des norwegischen Königshauses in Zusammenarbeit mit Norges Statsbaner und Vy. Er wurde 2014 von der Kronprinzessin Mette-Marit initiiert. Bis 2020 fuhr der Zug jährlich durch Norwegen. Nach der COVID-19-Pandemie verkehrte der Zug am 16. Juni 2024 wieder, diesmal auf der Rørosbane von Elverum nach Røros.
2019 fuhr der Zug mit Mette-Marit zur Frankfurter Buchmesse.

## Hintergrund
Die an Literatur interessierte norwegische Kronprinzessin Mette-Marit führte 2014 das Projekt Litteraturtoget ein, mit dem mit einem rollenden Lesesaal bekannte in- und ausländische Autoren zu verschiedenen Orten des Landes gebracht werden, um dort Lesungen zu veranstalten.
Norwegische Literatur erfreut sich auch im Ausland zunehmender Beliebtheit und die Kronprinzessin möchte mithelfen, diese Position weiter auszubauen. Am 26. April 2017 übernahm Mette-Marit die Rolle der Botschafterin für norwegische Literatur auf internationaler Ebene.

## Technik
Der Zug verfügt neben dem Königswagen über einen eigenen von den NSB gebauten Bibliothekswagen mit einer guten Auswahl an Literatur. Es gibt Belletristik, etwas Kinderliteratur sowie das eigene Bücherregal von Kronprinzessin Mette-Marit mit ihren Privatbüchern. Begleitet wird das Projekt von Mitarbeitern der Deichmanske bibliotek in Oslo. Der Zug hat keinen festen Fahrplan und führt zusätzlich einen Café-Wagen und einen Sitzwagen mit. Während der Zug am Bahnhof steht, sind die Wagen für alle geöffnet, die eine Tasse Kaffee und ein Buch zum Lesen möchten.
2024 wurde der Zug von SJ Norge gestellt. Da es an Diesellokomotiven mangelte, die Personenzüge ziehen können, wurde die Reise mit dem Zweikrafttriebzug 76-07 der Type 76 durchgeführt.

## Geschichte
Folgende Routen unternahm der Litteraturtoget seit seiner Einführung:
- 2014: Der Zug befuhr die Strecke nach Bodø, wo Elin Åsbakk Lind eine Vorlesung gab. Weiter machte er in Fauske, Rognan, Mo i Rana, Mosjøen, Snåsa, Steinkjer und Stjørdal Station.[2]
- 2015: Vor dem Start am Ausgangsbahnhof Trondheim fanden Lesungen mit Roy Jacobsen, Helga Flatland, Ruth Lillegraven und Ingvild H. Rishøi statt, Tore Renberg und Harald Rosenløw Eeg begleiteten die Kronprinzessin während der Zugfahrt nach Ringebu und Oppdal sowie zur Eröffnung des Norwegischen Literaturfestivals in Lillehammer. Endstation war Hamar.[4]
- 2016: In diesem Jahr wurde die Bergensbane befahren. Im Litteraturhuset in Bergen fand die erste Veranstaltung am Abend vor der Abreise statt. Auf der Fahrt von Bergen nach Oslo machte er vor der Abschlussveranstaltung in Oslo Halt in Voss, Gol und Hønefoss. Die teilnehmenden Autoren waren Jonas Hassen Khemiri (Bergen), Agnes Ravatn (Voss), Lars Saabye Christensen (Hønefoss) und Geir Gulliksen (Oslo). Darüber hinaus gab es in Gol ein Treffen mit der Biografin Kim Friele.[5]
- 2017: Das Ziel war Sørlandet. Auf dem Weg von Asker nach Kristiansand hielt der Litteraturtoget in Bø i Telemark, Gjerstad und Vennesla. Darüber hinaus gab es eine Veranstaltung in der Kirche von Dypvåg außerhalb von Tvedestrand. Endstation war Kristiansand, die Heimatstadt von Mette-Marit. Dort traf die Kronprinzessin die Schriftsteller Gaute Heivoll und Bjarte Breiteig.[6]
- 2018: Bei der fünften Auflage in Folge fuhr der Zug von Kristiansand über Marnardal, Mandal nach Stavanger. Die Autoren auf dieser Reise waren Dag Solstad, Tiril Broch Aakre und Alf van der Hagen.[7]
- 2019: In diesem Jahr unternahm der Zug seine erste Auslandsfahrt. Das Kronprinzenpaar besuchte Deutschland, um die norwegische Literatur auf der Frankfurter Buchmesse vorzustellen. Dabei nahm der Zug Kinder aus zwei Berliner Schulen mit nach Hannover. Mit auf der Fahrt waren Jostein Gaarder und Maria Parr. Danach fuhr der Zug nach Köln, wo mit Unterstützung der Buchhandlung Ludwig mit Maja Lunde und Anne Sverdrup-Thygeson Literaturgespräche stattfanden.[1] Während der Buchmesse stellten über 100 Autoren aus Norwegen auf der Messe im norwegischen Pavillon ihre Werke vor. Mit dabei waren unter anderem Andreas Tjernshaugen, Anna Fiske, Edvard Hoem, Erik Fosnes Hansen, Erika Fatland, Herbjørg Wassmo, Inga Ravna Eira, Johan Harstad, Lars Mytting, Lars Saabye Christensen, Lotta Elstad, Mona Høvring, Simon Stranger, Svein Nyhus und Synnøve Persen.[8] Vor der Deutschlandreise hatten Mette-Marit und Kronprinz Haakon eine literarische Reise mit der T-Bane von Kolsås im Westen von Oslo nach Stovner im Osten unternommen.
- 2024: Nach einer fünfjährigen Pause fuhr der Zug über die Rørosbane von Elverum über Alvdal nach Røros. Diese Tour war ursprünglich für 2020 geplant, wurde jedoch wegen der COVID-19-Pandemie abgesagt.[9] Begleiter waren Linn Ullmann, Niels Fredrik Dahl, Alf van der Hagen, Oliver Lovrenski, Monica Goksøyr, Signe Holm Pedersen sowie Alexander Kielland Krag. Weitere Gäste waren Virginie Despentes aus Frankreich und Wencke Mühleisen.[10][3]